# Kelly Tripucka
Peter Kelly Tripucka (* 16. Februar 1959 in Glen Ridge, New Jersey) ist ein ehemaliger US-amerikanischer Basketballspieler, polnischer Herkunft der sowohl in der NBA als auch in Europa spielte.

## Karriere
Tripucka wuchs in New Jersey, als Sohn des ehemaligen NFL-Profi Frank Tripucka auf. Nach vier Jahren auf der University of Notre Dame, wurde er beim NBA-Draft 1981 von den Detroit Pistons an 12. Stelle ausgewählt. Gemeinsam mit dem ebenfalls zuvor gedrafteten Isiah Thomas, bildete er ein schlagkräftiges Duo und erzielte in seinem ersten Jahr respektable 21,6 Punkte pro Spiel. Zudem wurde er bereits als Rookie in das NBA All-Star Game 1982 berufen. Ein Jahr darauf steigerte er seinen Punkteschnitt nochmal auf 26,5 Punkte pro Spiel, verpasste jedoch eine weitere All-Star-Nominierung. 1984 erreichte er mit Detroit erstmals die Playoffs. In diesem Jahr erhielt er auch seine zweite All-Star-Nominierung. Die nächsten beiden Jahren war Tripucka ein profitabler Scorer, jedoch scheiterten die Pistons jedes Mal vorzeitig in den Playoffs. In seinem letzten Jahr für die Pistons erzielte er durchschnittlich 20 Punkte.
Im Sommer 1986 wurde er für Adrian Dantley zu den Utah Jazz transferiert. Dort war Tripucka nicht mehr die erste oder zweite Angriffsoption und seine Punkteausbeute halbierte sich auf 10,1 Punkte im Durchschnitt. Die Saison darauf verlief noch enttäuschender und er erzielte im Durchschnitt nur 7,5 Punkte. Tripucka überwarf sich häufig mit Trainer Frank Layden, der das Team um die jungen Spieler Karl Malone und John Stockton, statt um ihn, aufbauen wollte.
Tripucka wurde für den Expansion Draft 1988 von den Jazz freigestellt und von den neugegründeten Charlotte Hornets verpflichtet. Bei den schwachen Hornets fand Tripucks wieder zu seiner All-Star Form zurück und führte das Team mit durchschnittlich 22,6 Punkten an. Doch schon die nächsten beiden Jahren schwächelten seine Leistungen, so dass er in seiner letzten NBA-Saison bei den Hornets, 7 Punkte im Durchschnitt erzielte. Er erklärte im Anschluss darauf seinen Rücktritt von der NBA und wechselte nach Frankreich zu Limoges CSP, wo er nach einer Saison seine Karriere endgültig beendete.
Nach seiner Karriere arbeitete Tripucka als Co-Kommentator bei den Spielen der Detroit Pistons (1993–2001) und New Jersey Nets (2003–2005). 2008 gehörte er zum Kommentatorenteam, die Spiele der New York Knicks kommentierten. 2012 endete seine Tätigkeit als Kommentator.

## Sonstiges
Sein Vater Frank Tripucka war Quarterback in der NFL. Sein Sohn Travis Tripucka spielt ebenfalls American Football und gehörte 2013 zum Kader der New York Jets. 2008 wurde Tripucka von den Detroit Pistons zu einem der "50 Greatest Pistons" ernannt.

## Erfolge
2× NBA All-Star Game: 1982, 1984 

NBA All-Rookie First Team 1982